# Guido Bargellini
Guido Bargellini (* 1879 in Roccastrada, Provinz Grosseto; † 1963 in Rom) war ein italienischer Chemiker und Hochschullehrer.
Guido Bargellini lehrte an den Universitäten von Sassari (1920), Siena (1921 bis 1924) und Rom (1924 bis 1950). Sein Arbeitsgebiet war die Naturstoffchemie, insbesondere der Flavonoidfarbstoffe, Cumarine und des Santonins. Er wurde 1946 in die Accademia Nazionale dei Lincei aufgenommen. Nach ihm benannt ist die von ihm entdeckte Bargellini-Reaktion.